# 772 Tanete
772 Tanete è un asteroide della fascia principale del diametro medio di circa 117,66 km. Scoperto nel 1913, presenta un'orbita caratterizzata da un semiasse maggiore pari a 3,0034622 UA e da un'eccentricità di 0,0919840, inclinata di 28,78350° rispetto all'eclittica.
Il nome fa riferimento ad una località dell'isola di Sulawesi, in Indonesia.